# Rudolf Wild-Idar
Rudolf Wild-Idar (eigentlich Rudolf Wild, * 3. Mai 1871 in Idar; † 3. Juni 1960 in Idar-Oberstein) war ein deutscher Kunstmaler.

## Leben
Wild, der noch 9 Geschwister hatte, besuchte 1886 die Kunstgewerbeschule in München und absolvierte von 1887 bis 1890 ein Studium an der Akademie der Bildenden Künste in München bei Professor Karl Raupp und Professor Ludwig von Löfftz und erreichte in allen Semestern Bestnoten und lobende Erwähnungen. Am 14. April 1891 wurde ein Stipendium durch Wilhelm Trübner befürwortet und er weilte von 1891 bis 1893 als Stipendiat in Paris. Anschließend lebte er bis 1902 wieder in Idar-Oberstein, wo er sich hauptsächlich mit Porträtmalerei, Kupferstich, Plastik, Schmuck-Entwürfen und Kohle- und Bleistift-Zeichnungen beschäftigte. Hier begann er auch mit der Landschaftsmalerei.
Von 1902 bis 1909 lebte er zu Studienzwecken in München und Berlin und fand Verbindung zum Kreis um Friedrich Naumann, Theodor Heuss und Ernst Jäckh. Als Kriegsfreiwilliger nahm er bis zum Ende am Ersten Weltkrieg teil. Danach verzeichnete Wild-Idar eine Teilnahme an diversen Kunstausstellungen in Dresden, Berlin, Bad Kreuznach und Luxemburg. Den Namenszusatz Idar wählte er als Reminiszenz an seine Heimatstadt.

## Posthum

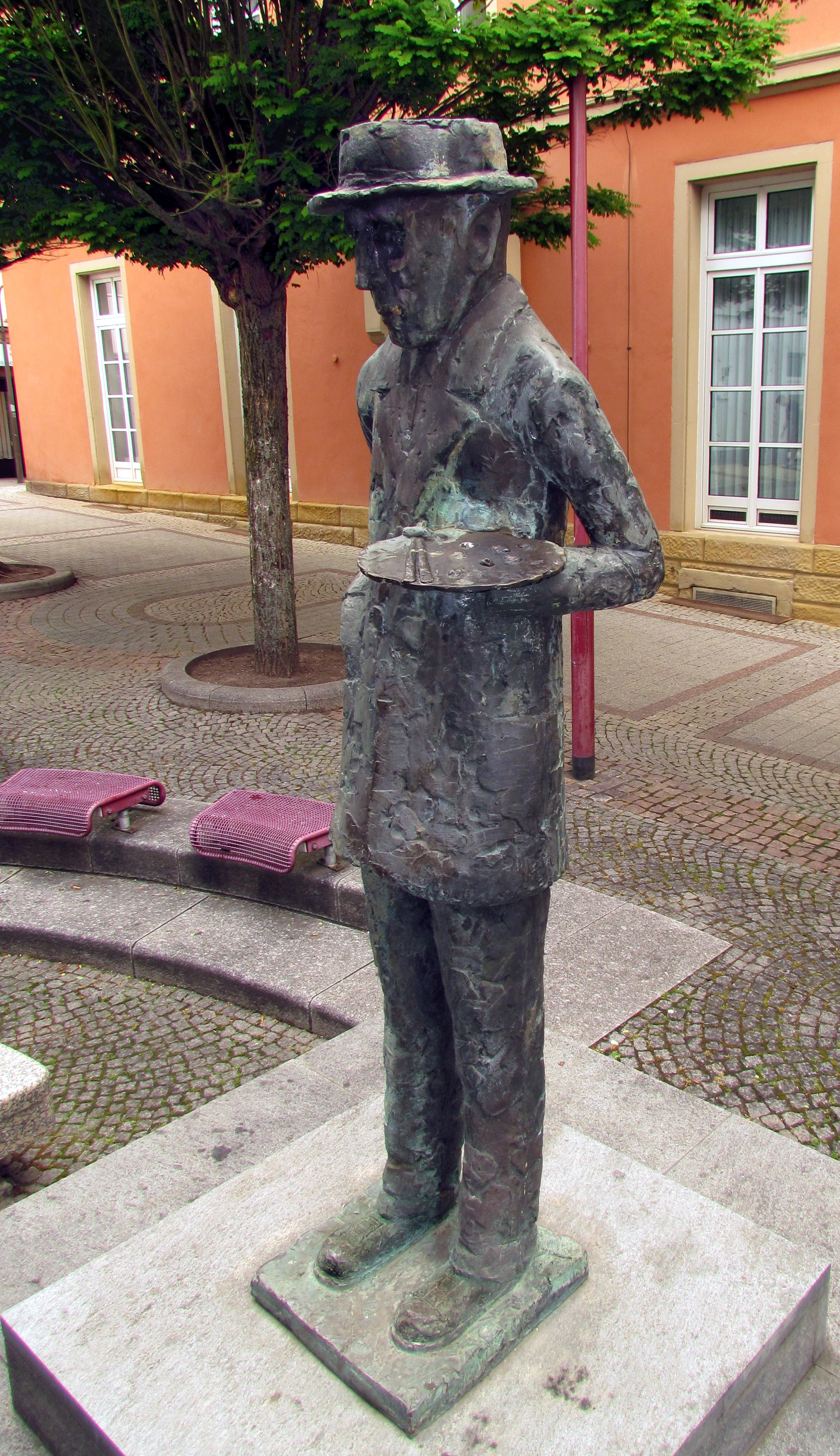
Rudolf Wild als Bronzestatue auf dem Maler-Wild-Platz in Idar.

Seit seinem Tod 1960 fanden mehrere Gedächtnisausstellungen zur Erinnerung an den Maler statt, wie eine Gedenkausstellung zum 100. Geburtstag des Malers 1971. Im Juni 1989 erfolgte die Enthüllung einer den Maler darstellende Bronzestatue des Mainzer Bildhauers Reinhold Petermann im Stadtteil Idar von Idar-Oberstein. Dort wurde auch der Maler-Wild-Platz eingeweiht. Seit 2009 wird das Gesamtwerk des Malers in digitaler Form für das Stadtarchiv von Idar-Oberstein erfasst, bisher über 1200 Werke.